# Бохтовское сельское поселение
Бохтовское сельское поселение — муниципальное образование в составе Лесного района Тверской области России.
Административный центр — село Лесное. На территории поселения находятся 68 населённых пунктов.

## География
- Общая площадь: 442 км²
- Нахождение: северная часть Лесного района.
  - Граничит:
    - на севере — с Новгородской областью, Пестовский район
    - на востоке — с Сандовским районом, Лукинское СП
    - на юге —с Медведковским СП и Лесным СП
    - на западе — с Новгородской областью, Мошенской район

Главная река — Молога (по восточной границе), а также её притоки Сарагожа и Полонуха.

## История
В XII—XVII вв. территория поселения относилась к Бежецкой пятине Новгородской земли.

С XVIII века территория поселения входила:
- в 1708—1727 гг. в Санкт-Петербургскую (Ингерманляндскую 1708—1710 гг.) губернию, Новгородскую провинцию,
- в 1727—1775 гг. в Новгородскую губернию,
- в 1775—1796 гг. в Тверское наместничество,
- в 1796—1803 гг. в Тверскую губернию,
- в 1803—1929 гг. в Тверскую губернию, Весьегонский уезд,
- в 1929—1930 гг. в Московскую область, Михайловский район,
- в 1931—1935 гг. в Московскую область, Лесной район,
- в 1935—1963 гг. в Калининскую область, Лесной район,
- в 1963—1966 гг. в Калининскую область, Максатихинский район,
- в 1966—1990 гг. в Калининскую область, Лесной район,
- с 1990 в Тверскую область, Лесной район.

В XIX — начале XX века большинство деревень поселения относились к Михайловской и Никольской волостям Весьегонского уезда.
Образовано в 2005 году, включило в себя территории Застровского, Михайловского, Никольского и Пустовского сельских округов.

## Население
| 2005  | 2010  | 2011  | 2012  | 2013  | 2014  | 2015  |
| ----- | ----- | ----- | ----- | ----- | ----- | ----- |
| 1870  | ↘1461 | ↘1452 | ↘1414 | ↘1402 | ↘1375 | ↘1352 |
| 2016  | 2017  | 2018  | 2019  | 2020  |       |       |
| ↘1321 | ↘1291 | ↘1256 | ↘1219 | ↘1169 |       |       |

## Состав поселения
На территории поселения находятся следующие населённые пункты:
- Абакумово (деревня) — 12[3]
- Аборяты (деревня) — 1[3]
- Антоново (деревня) — 9[3]
- Антушино (деревня) — 9[3]
- Аньково (деревня) — 9[3]
- Артиханово (деревня) — 0[3]
- Бобово (деревня) — 5[3]
- Богуславль (деревня) — 0[3]
- Большое Кузёмкино (деревня) — 19[3]
- Борисково (деревня) — 0[3]
- Борки (деревня) — 60[3]
- Бохтово (деревня) — 62[3]
- Бродыгино (деревня) — 8[3]
- Глазачёво (деревня) — 1[3]
- Григино (деревня) — 5[3]
- Дубки (деревня) — 0[3]
- Дуброво (деревня) — 0[3]
- Дудкино (деревня) — 60[3]
- Залесное (деревня) — 27[3]
- Застровье (деревня) — 146[3]
- Зелениха (деревня) — 0[3]
- Ивашково (деревня) — 0[3]
- Изосимово (деревня) — 1[3]
- Ионово (деревня) — 0[3]
- Кедрово (деревня) — 0[3]
- Клубаково (деревня) — 1[3]
- Кокорево (деревня) — 19[3]
- Коречкино (деревня) — 0[3]
- Костыгово (деревня) — 1[3]
- Кривая Гора (деревня) — 33[3]
- Леугино (деревня) — 9[3]
- Лопастино (деревня) — 0[3]
- Лукотино (деревня) — 6[3]
- Лутьянцево (деревня) — 0[3]
- Лыкошино (деревня) — 22[3]
- Малое Кузёмкино (деревня) — 18[3]
- Михайловское (село) — 149[3]
- Монаково (деревня) — 60[3]
- Мосейково (деревня) — 29[3]
- Мощанское (деревня) — 9[3]
- Немцово (деревня) — 6[3]
- Никиткино (деревня) — 0[3]
- Никольское (село) — 131[3]
- Новая Горка (деревня) — 31[3]
- Новознаменское (деревня) — 20[3]
- Орлово (деревня) — 9[3]
- Ошеево (деревня) — 79[3]
- Пестово (деревня) — 26[3]
- Плоское (деревня) — 0[3]
- Погостищи (деревня) — 1[3]
- Погребное (деревня) — 1[3]
- Половницкое (деревня) — 20[3]
- Полонское (деревня) — 11[3]
- Поповка (деревня) — 1[3]
- Рощино (деревня) — 0[3]
- Ручей (деревня) — 17[3]
- Свищево (деревня) — 173[3]
- Солнцово (деревня) — 1[3]
- Спасс (деревня) — 12[3]
- Старая Горка (деревня) — 24[3]
- Студеник (деревня) — 5[3]
- Стучево (деревня) — 11[3]
- Терпежи (деревня) — 1[3]
- Трубино (деревня) — 22[3]
- Федяевка (деревня) — 12[3]
- Хмелево (деревня) — 0[3]
- Шакшино (деревня) — 1[3]
- Шернино (деревня) — 38[3]

### Бывшие населенные пункты
- Вышетино
- Гагино
- Литомкино
- Стариково
- Спорное
- Турки

## Известные люди
В деревне Кедрово родился Герой Советского Союза Михаил Сергеевич Комельков.